# Ectásico
O Período Ectásico (do Grego ἔκτασις (éktasis), significa "extensível".
Na escala de tempo geológico, o Ectásico é o período da era Mesoproterozoica do éon Proterozoico que está compreendido entre há 1400 milhões e 1200 milhões de anos, aproximadamente. O período Ectásico sucede o período Calímico e precede o período Estênico, ambos de sua era. Como os outros períodos de seu éon, não se divide em épocas.
Ainda predominavam as condições extensionais, sendo que a característica principal desse período é uma quebra no registro sedimentar, ou seja, começam a se depositar sequências diferentes das que já estavam depositadas. Alguns registros dessa diferença na sedimentação são observados no Escudo Báltico (sequências Rifeana e Jotniana) e na Índia (sequências Cudapá e Chatisgar).
Em contrapartida, nas Américas o Período Ectásico é marcado por processos compressivos, representados pelas orogenias Grenville, na América do Norte e San Ignacio/Uruaçuano/ Espinhaço na América do Sul. Essas colagens são relacionadas à fusão do supercontinente Rodínia.
Esse período é interessante por apresentar a primeira evidência de reprodução sexuada, apresentando microfósseis de filamentos multicelulares da espécie Bangiomorpha pubescens (um tipo de algas vermelhas), o primeiro tipo de Eucarionte.